# ریچارد آدجی
ریچارد آدجی (انگلیسی: Richard Adjei؛ ۳۰ ژانویهٔ ۱۹۸۳ – ۲۶ اکتبر ۲۰۲۰) ورزشکار بابسلد اهل آلمان بود.
وی در مسابقات کشوری و بین‌المللی در مجموع برندهٔ ۱ مدال طلا، ۱ مدال نقره شده‌است.